# Bolostromus losrios
Espèce
Bolostromus losrios est une espèce d'araignées mygalomorphes de la famille des Cyrtaucheniidae.

## Distribution
Cette espèce est endémique de la province de Los Ríos en Équateur,. Elle se rencontre vers le Centro Cientifico Rio Palenque.

## Description
Le mâle holotype mesure 2,78 mm.

## Systématique et taxinomie
Cette espèce a été décrite par Dupérré en 2023.

## Étymologie
Son nom d'espèce lui a été donné en référence au lieu de sa découverte, la province de Los Ríos.

## Publication originale
- Dupérré, 2023 : « Review of the American genus Bolostromus Ausserer, 1875 with the description of fourteen new species (Araneae, Cyrtaucheniidae). » Zootaxa, no 5317(1), p. 1-88.